# Hernani Azevedo Junior
Hernani Azevedo Junior, mais conhecido como Hernani (São Gonçalo do Sapucaí, 27 de março de 1994), é um futebolista brasileiro que atua como volante e meia. Atualmente, joga pelo Parma.

## Carreira

### Vespasiano Esporte Clube
Hernani começou sua carreira no Vespasiano Esporte Clube, time amador  Estado Minas Gerais, sendo que de lá se transferiu para o Atlético Paranaense.  

### Atlético Paranaense
Na  base do Furacão, Hernani foi campeão da Yokohama Cup em 2012. Disputou o Campeonato Paranaense de 2013 pelo time Sub-23 do Atlético Paranaense, estreando como profissional na competição. Foi bicampeão da Yokohama Cup em 2013.

### Joinville (empréstimo)
Hernani foi emprestado ao Joinville para a disputa da Série B de 2013. Com contrato de empréstimo até o final do Campeonato Catarinense de 2014, deixou o Joinville antes do programado a pedido do Atlético Paranaense.
Com a camisa do clube catarinense, Hernani atuou em apenas 9 partidas e não marcou gols. 

### Retorno ao Atlético Paranaense
Voltou ao Atlético Paranaense em janeiro para disputar o Campeonato Paranaense de 2014 pelo time Sub-23. Se destacou e acabou sendo promovido ao time principal. 
Marcou seu primeiro gol pelo time principal do Atlético Paranaense na vitória por 2 a 1 sobre o Vitória no Campeonato Brasileiro de 2014.
No ano seguinte, firmado como titular, Hernani chegou a marca de 30 jogos pelo Campeonato Brasileiro de 2015, onde estufou as redes do Grêmio (de falta), Chapecoense e do Flamengo. Contudo, mesmo estando mais vezes em campo, e marcando mais gols, o desempenho do atleta estava aquém dos desejos da torcida do Furacão, que terminou a Liga em 11º colocado.
No ano seguinte, destacou-se ao fazer um dos gols do Atlético, sobre o rival Coritiba na Final do Paranaense, e conquistou o título estadual de 2016.
Superando as críticas, Hernani foi novamente um dos nomes mais recorrentes do CAP no Campeonato Brasileiro de 2016 e pôde comemorar um gol cinco vezes na consistente campanha que deixou o time paranaense em 6º colocado. Todos os gols do meio-campista nessa época simbolizaram a conquista de pontos. Contra o São Paulo, na sétima rodada, marcou o tento que garantiu a virada. Ao enfrentar o Fluminense e o Botafogo, marcou o único gol do jogo. No duelo contra a Chapecoense, marcou um tento de pênalti que empatou o jogo que viria a ser vencido pela sua equipe. Na 35ª rodada, novamente contra o Tricolor das Laranjeiras, Hernani fizera um gol de pênalti que garantiu um ponto para o Furacão.
Naquele mesmo ano, Hernani jogou somente uma partida na Primeira Liga do Brasil de 2016. Na ocasião, atuou por três minutos diante o Flamengo na semifinal. Os paranaenses venceram o jogo, mas posteriormente foram derrotados pelo Fluminense e ficaram com o vice-campeonato.
Após seus anos sob contrato com o Furacão, o jogador chamou a atenção de outras equipes do resto do país e da Europa. Depois de 134 partidas, com 19 gols marcados, o jogador deixou o Brasil para rumar à Rússia pelo valor de 8 milhões de euros.

### Zenit

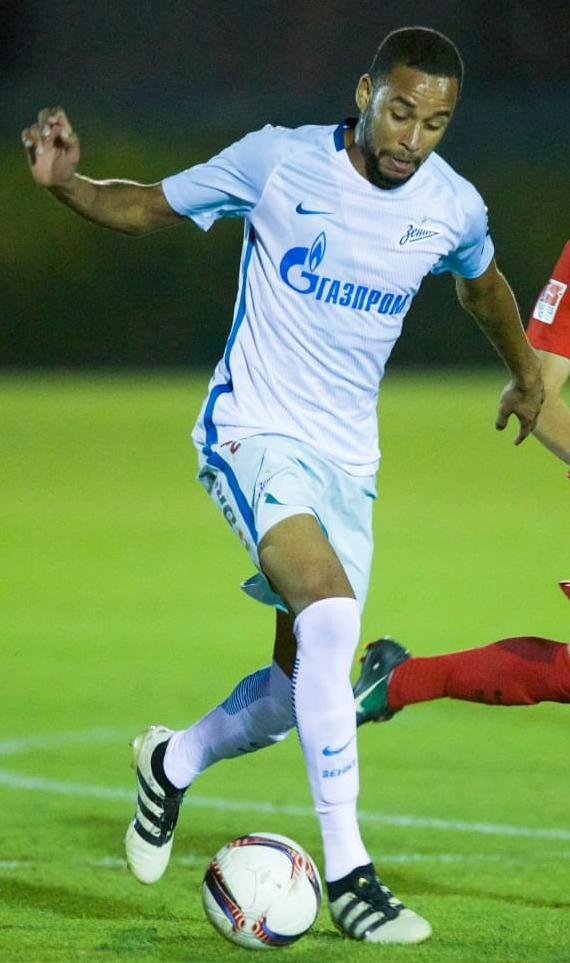
Hernani em 2017.

Em 14 de dezembro de 2016, foi anunciado pela mídia brasileira que Hernani deixaria o Brasil para assinar com o FC Zenit São Petersburgo pelo valor de 8 milhões de euros.
| “                                    | Fiz um bom trabalho no Atlético e fico muito grato por todos que me ajudaram a chegar até aqui. A partir de agora, é um novo desafio na minha carreira. Estou num lugar diferente, com outra cultura, costumes e idioma. Em Curitiba fazia frio, mas aqui na Rússia é bem pior. Mas, com o tempo, a gente se acostuma e vai se adaptando. Tem outros brasileiros no elenco e vou poder contar com a ajuda deles. Ainda sou novo e sei que tenho muito chão pela frente. Vou agarrar essa oportunidade com todas as forças e trabalhar duro para conquistar coisas boas aqui | ” |
| — Hernani sobre assinar com o Zenit. | |   |

A passagem de Hernani na Rússia foi muito irregular durante boa parte do tempo. Logo ao chegar, fizera somente nove jogos na segunda metade da época europeia. Sua estreia ocorreu na Liga Europa da UEFA de 2016–17, quando foi titular na derrota por 2 a 0 contra o Anderlecht.
Pouco utilizado na equipe russa no decorrer de 2017, o brasileiro rapidamente foi emprestado para outra equipe no início da época 2017–18, após só ter feito um minuto no Campeonato Russo de Futebol daquela temporada.
Sua saída da equipe se deveu ao fato de Roberto Mancini ter assumido o comando da equipe russa. O treinador não estava à frente do time quando a negociação com Hernani foi realizada e o italiano não viu utilizado no meio-campista em seu estilo de jogo:

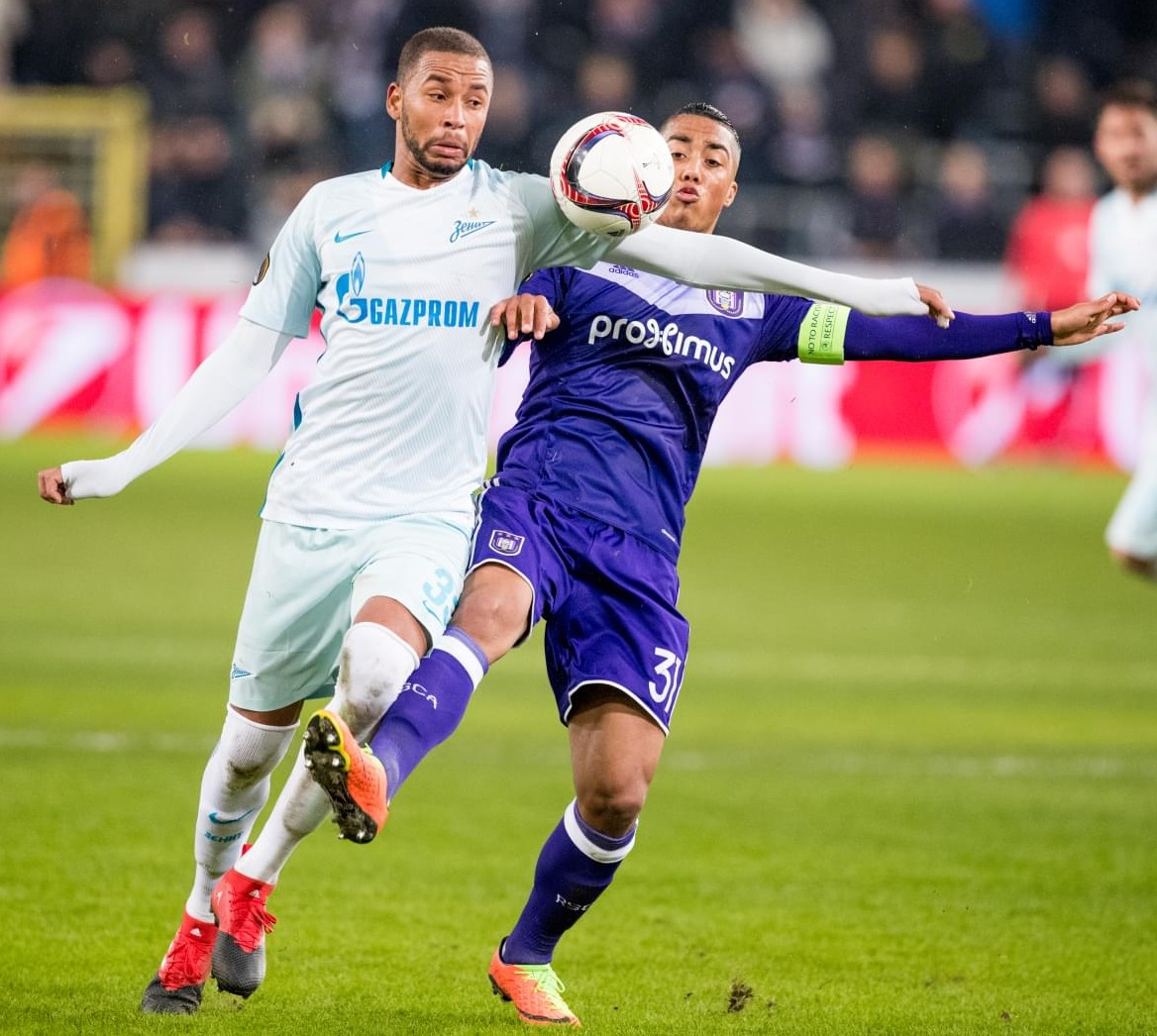
Hernani em sua estreia pelo Zenit.

| “                                             | Cheguei ao Zenit no início desse ano (2017) e ainda tenho mais cinco anos de contrato com o clube, e foi me apresentado um projeto que me empolgou muito. Só que houve uma troca de treinador e comissão técnica, o que alterou todo o planejamento do clube. O técnico atual (Mancini) disse que contava comigo, mas eu sentia que não seria tão aproveitado, então surgiram algumas propostas para sair e achei que seria o mais adequado para a minha carreira. Não acredito que seja algo específico com brasileiros, e sim uma filosofia de trabalho dele. | ” |
| — Hernani sobre sair do Zenit por empréstimo. | |   |

### Saint-Etienne (empréstimo)
Sem espaço na Rússia, Hernani rumou ao Saint-Etienne em agosto de 2017 por empréstimo. Ao chegar, o jogador afirmou que a presença de Neymar, que havia assinado com o Paris Saint-Germain naquele mesmo ano, influenciou em sua decisão para atuar no Futebol Francês:
| “                                            | Sem dúvida nenhuma essa ida do Neymar para o PSG teve uma importância na minha decisão. É um astro do futebol mundial, um dos melhores jogadores do mundo e que trouxe todas as atenções para a França. Os times do país já contavam com jogadores de alto nível, mas essa vinda do Neymar vai ajudar muito no crescimento do futebol local e fazer com que as pessoas olhem com mais atenção também. Espero que a gente possa se enfrentar e que sejam grandes duelos, cada um defendendo as cores do seu time, e que eu possa sair vencedor. | ” |
| — Hernani sobre assinar com o Saint-Etienne. | |   |

Na França, Hernani alternou entre bons momentos e performances abaixo. No clube, chegou a marca de quatro gols em 17 partidas, três na Ligue 1 de 2017–18. Desses tentos, nenhum deles rendeu ao clube a marca de três pontos; porém destaca-se o seu belo gol de fora da área ao abrir o placar em duelo diante o Strasbourg na 14ª rodada.
Contra essa mesma equipe, Hernani balançou as redes no único jogo do time na Copa da Liga Francesa de 2017–18. Stéphane Bahoken abriu o placar para o time adversário ainda no primeiro tempo e coube ao brasileiro, aos 84 minutos, garantir o empate. Indo às penalidades, o mineiro novamente acertou as redes, mas Romain Hamouma, do clube de verde, errou o seu chute e veio a classificação dos oponentes.
Entre jogos como suplente e outros sequer relacionado, Hernani deixou o país ao fim de seu contrato e retornou para o Zenit.

### Zenit (retorno)
Ao retornar, o jogador viu que havia um forte interesse de equipes brasileiras em seu futebol. Desse modo, Hernani tivera um contato com o novo treinador do clube, Sergey Semak, e com os diretores para compreendeu qual era o desejo deles em relação ao brasileiro. Foi-lhe assegurado que ele teria mais participações e isso garantiu o mineiro mais uma época no time.

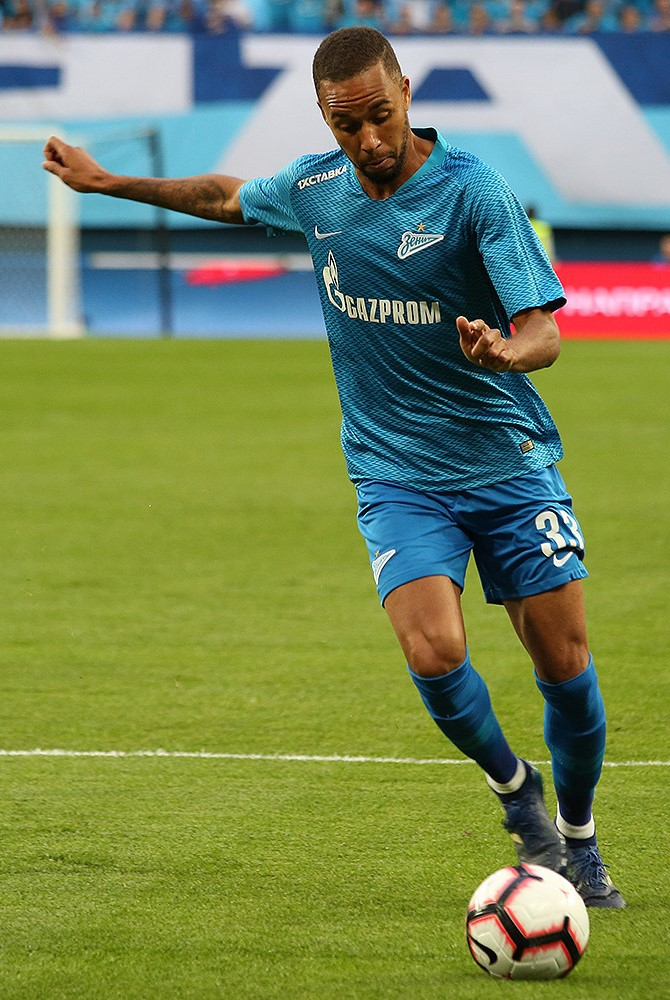
Hernani em 2018.

| “                  | Eu fico muito feliz com o interesse de clubes brasileiros, isso prova que venho fazendo um bom trabalho, mas eu tenho contrato com o Zenit e estou focado em render o meu melhor futebol e conquistar títulos com essa camisa. Hoje, meu desejo é permanecer. O Zenit é o maior da Rússia, sem dúvida. É um dos grandes clubes da Europa. A estrutura que eu encontro aqui para trabalhar é muito boa. Temos um estádio incrível, que nos ajuda a cada jogo em casa... Uma torcida apaixonada. Tudo é muito bom, de grandes proporções. Estou muito feliz e adaptado. Quero conquistar muita coisa com essa camisa. Claro que tem sempre um período de adaptação, início mais difícil, demora um pouco para se acostumar com o país, o clima, mas hoje me vejo adaptado. Pronto para mostrar meu melhor futebol. Estou muito contente. | ” |
| — Hernani em 2018. | |   |

Mais experiente, Hernani retornou ao Zenit para disputar a temporada 2018–19 pelo clube russo. Lá, conseguiu ter uma sequência e participou ativamente da campanha que classificou o time à Liga Europa da UEFA de 2018–19, bem como foi outro jogador frequentemente utilizado na campanha que terminou de oitavas de final dessa Competição.

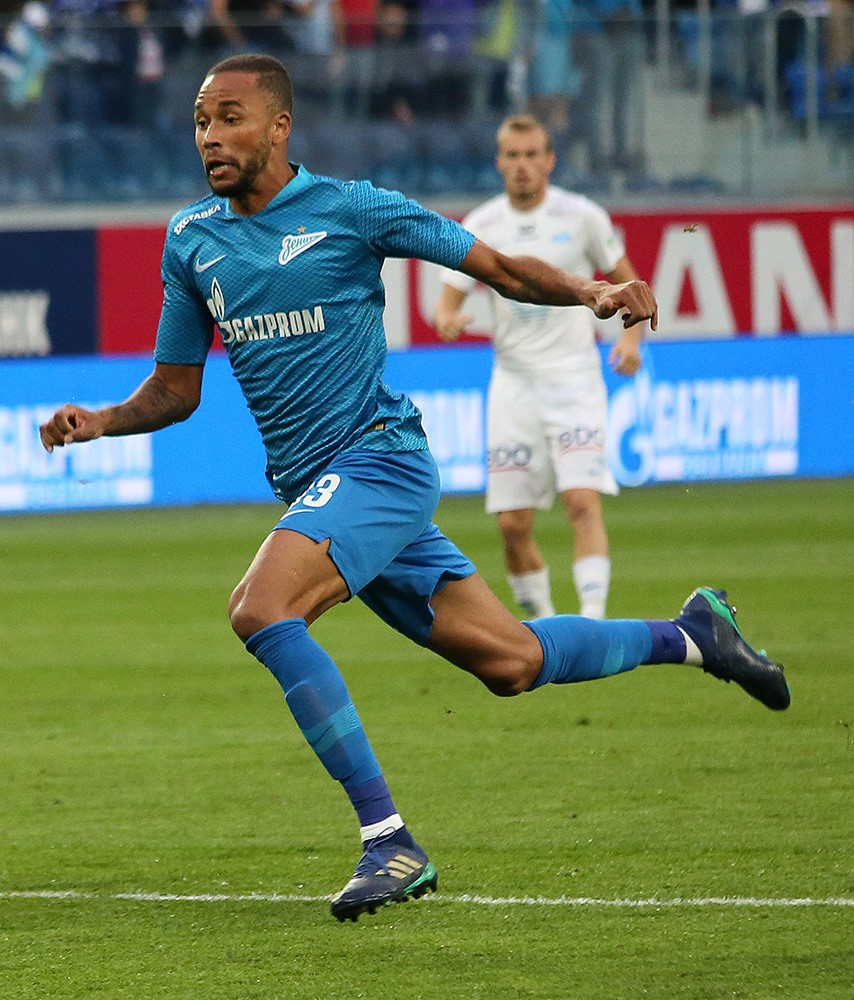
Hernani na Liga Europa.

Apesar da campanha na Copa da Rússia de Futebol ter terminado em apenas dois jogos, Hernani esteve frequentemente relacionado para as partidas do Campeonato Russo de Futebol; ainda que tivesse ficado no banco durante 16 partidas. Em 14 jogos disputados, o brasileiro marcou um gol diante o Arsenal Tula em uma derrota por 4 a 2.
Apesar desse revés, o Zenit dominou o Campeonato e terminou sua campanha com 64 pontos, oito pontos a mais que o Lokomotiv Moscou – que possuía Khvicha Kvaratskhelia no elenco.
Após 37 partidas e um gol marcado, Hernani optou por deixar a Rússia para assinar com um time de uma das principais ligas da Europa pelo valor de 6 milhões de euros. Antes de deixar a Rússia, o brasileiro foi novamente requisitado por times do seu país, mas ele, novamente, aceitou permanecer na Europa e optou por um novo clube em sua carreira.

### Parma

#### 2019–20
Por ser suplente durante muito tempo no elenco, o clube russo optou por aceitar uma negociação por um valor inferior ao que ele foi adquirido ao sair do seu país de nascimento, mesmo após ter tido um interesse em mantê-lo no início da época passada. Após interesse do Santos, o Parma Calcio 1913 firmou um negócio de empréstimo com obrigação de compra no valor de 6 milhões de euros.
Ao chegar na Itália, Hernani teria seu melhor momento desde a chegada no Continente. Logo em sua primeira época no Parma, assumiu rapidamente a titularidade e foi uma peça constante na regular campanha que culminou na 11ª colocação na Série A de 2019–20. No Campeonato, contribuiu quatro vezes com assistência para gol de seus companheiros nas partidas diante a Roma, Sampdoria e Lecce. Em dezembro de 2019, pela Coppa Italia contra o Frosinone Calcio, marcou seu primeiro tento ao converter uma penalidade aos 90 minutos.

#### 2020–21
Sua segunda época foi ainda melhor individualmente. Pela Série A de 2020–21, Hernani estufou as redes sete vezes em 33 partidas, mas seus tentos só ajudaram o clube a conseguir a vitória em apenas uma oportunidade diante a Roma. Mesmo tornando-se capitão da equipe em algumas oportunidades o jogador deixou o time assim que eles foram rebaixados em 20º colocados no Campeonato Italiano.
Repetindo o feito da temporada anterior, o Parma foi eliminado nas oitavas de final da Copa da Itália de Futebol de 2020–21 por um time da capital. Se outrora padeceram pela Roma, sem Hernani em campo, nessa época tiveram o brasileiro nos gramados ao serem derrotados por 2 a 1 diante a Lazio.

### Genoa

#### 2021–22
Após o rebaixamento, Hernani assinou com o Genoa por empréstimo para disputar o Campeonato Italiano de 2021–22. O seu contrato também previa uma obrigação de compra por parte da equipe. Antes de assinar com outro time italiano, o futebol do atleta foi novamente requerido no Brasil, dessa vez pelo Grêmio, mas as negociações novamente não avançaram.
Estando no time genovês, Hernani não conseguiu repetir os feitos da época anterior e foi novamente rebaixado à Segunda Divisão sem ter balançado as redes na Série A.
Sua única participação em gols na equipe aconteceu na Copa da Itália de Futebol de 2021–22; quando chutou a bola que desviou no goleiro do Perugia antes de estufar as redes. Desse modo, foi considerado um gol contra. Ao longo da competição, novamente nas oitavas de final, o time foi eliminado pelo Milan sem o brasileiro em campo por ter contraído COVID-19.

### Reggina (empréstimo)

#### 2022–23
Após o rebaixamento e compra do Genoa, o brasileiro assinou com o Reggina 1914 por empréstimo de uma temporada. Na ocasião, a equipe também disputava a Série B de 2022–23.
Sob as cores do Reggina, Hernani novamente obtivera destaque e venceu os goleiros adversários sete vezes em 31 partidas. A campanha regular deixou a equipe em 7º colocado na tabela do Campeonato, e o clube pôde disputar uma vaga na Primeira Divisão por meio dos play-offs de acesso. Lá, porém, a equipe foi derrotada pelo Fußball Club Südtirol e não conseguiu estar na Série A do ano seguinte.

### Parma (segunda passagem)

#### 2023–24
Após duas temporadas distante, o jogador assinou novamente um contrato com o Parma Calcio. Ao retornar, o jogador afirmou que era como se ele nunca tivesse saído:
| “ | Estou fora há dois anos, mas não sinto que já tenha saído deste Clube, os rapazes acolheram-me imediatamente. Sinto-me muito confortável aqui - explicou na conferência de imprensa - junto com toda a minha família . A cidade e o Clube me abriram as portas do futebol europeu depois da Rússia. Foram dois anos com alguns momentos bons, outros nem tanto, mas muito intensos, voltei com muita vontade de fazer bem, de ajudar os meus companheiros. siga o que o treinador diz para construir um futuro bonito para o Parma, porque eles merecem. É uma equipe forte, há um grupo unido e com muita vontade. | ” |

A equipe ainda disputava a Segunda Divisão Italiana e coube ao brasileiro contribuir ativamente com três gols na campanha que terminou com o título e o acesso.

## Seleção Brasileira

#### Sub-17
Hernani disputou pela Seleção Brasileira Sub-17 o Campeonato Sul-Americano Sub-17 de 2011, realizado no Equador. Lá, o Brasil conseguiu fazer uma sólida campanha, somando 13 pontos, e garantiu o décimo título Sul-Americano de sua história.

## Títulos

#### Atlético Paranaense
- Yokohama Cup: 2012 e 2013
- Campeonato Paranaense: 2016

#### Zenit
- Campeonato Russo: 2018–19

#### Parma
- Série B Italiana: 2023-24

#### Brasil Sub-17
- Campeonato Sul-Americano Sub-17: 2011